# Zangeres zonder Naam
Pour les articles homonymes, voir Servaes.
Mary Servaes (Leiden, 5 août 1919 – Horn, 23 octobre 1998) est une célèbre chanteuse néerlandaise, connue sous son nom d'artiste De Zangeres zonder Naam (en français : La Chanteuse sans nom).

## Biographie
Ses plus grands succès sont Ach vaderlief, toe drink niet meer (1959), De blinde soldaat (1962), Mexico (1969, 1986), Het soldaatje (de vier raadsels) (1971), Mandolinen in Nicosia (1972), Keetje Tippel (1975),  't Was aan de Costa del Sol (1975), Vragende kinderogen (1982).
Également connue depuis 1977, comme la Maman de tous les gays, De Zangeres zonder Naam reste pour beaucoup une des grandes icônes de la chanson populaire néerlandaise.